# Antoine Vincent Rozier
Antoine Vincent Rozier est un homme politique français né le 5 juillet 1756 à Verrières (Aveyron) et décédé le 21 novembre 1847 à Montpellier (Hérault).
Avocat en 1781, il devient juge au tribunal de Gonesse, puis juge au tribunal civil de Seine-et-Oise et juge au tribunal de cassation en l'an VI. Il est élu député de Seine-et-Oise au Conseil des Cinq-Cents le 26 germinal an VII. Il est nommé en 1800 juge à la cour d'appel de Montpellier, puis devient président de chambre en 1830, prenant sa retraite en 1838.

## Sources
- « Antoine Vincent Rozier », dans Adolphe Robert et Gaston Cougny, Dictionnaire des parlementaires français, Edgar Bourloton, 1889-1891 [détail de l’édition]